# 食毛症
食毛症（しょくもうしょう）とは、子供に生じる精神疾患の一つで、自分の毛を抜いて食べたり、線維素材の毛をむしりとって食べてしまう症候。

## 原因
精神的なストレスが原因と考えられている。
　　　　　　　

## 合併症
- 放置すると、毛を食べることが癖になり、紙や粘土など何でも食べてしまう慢性的な異食症に移行することがある。
- 毛が腸内に移動してイレウス（腸閉塞）を発症することがある。
- 毛髪胃石を引き起こし胃石の圧迫による胃潰瘍を発症することがある。

## 治療
よく患児の悩みを聞くとともに、親や周囲の人々が温かく接することが大事である。できるだけ早く小児科の先生に診察してもらうことが望ましい。